# Portico Library

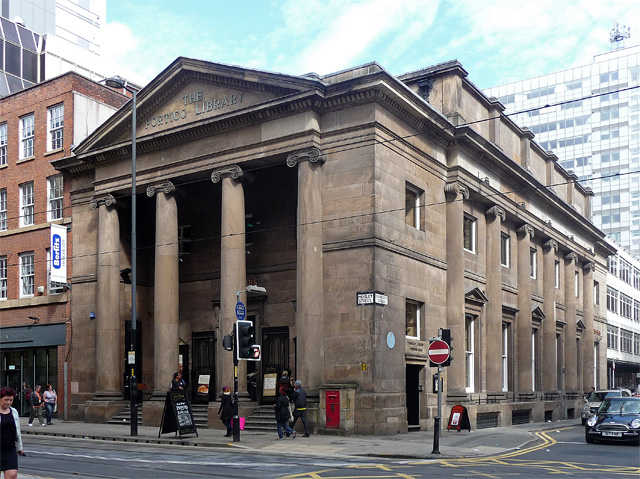
Portico Library (2011)

Die Portico Library ist eine historische Bibliothek in Manchester im Nordwesten von England.
Das Gebäude der Bibliothek wurde in den Jahren 1802 bis 1806 im Greek-Revival-Stil vom englischen Architekten und Ingenieur Thomas Harrison erbaut. Die Innenraumgestaltung wurde von John Soane ausgeführt. 1920 wurde die obere Galerie mit einem Lesesaal erweitert.
Seit dem 25. Februar 1952 steht das Gebäude unter Denkmalschutz.
Heute beherbergt das Gebäude neben der Bibliothek im Obergeschoss auch einen Ausstellungsraum und einen Pub. Dieser Pub mit dem Namen „The Bank - Nicholson's Pubs“ wird in den Räumen einer ehemaligen Bankfiliale der Bank of Athens im Erdgeschoss betrieben.